# Insolentipalpus mesogramma
Insolentipalpus mesogramma är en fjärilsart som beskrevs av George Francis Hampson 1912. Insolentipalpus mesogramma ingår i släktet Insolentipalpus och familjen nattflyn. Inga underarter finns listade i Catalogue of Life.